# ماركو أسينسيو
ماركو أسينسيو ويليمسن (تلفظ بالإسبانية: ‎/ˈmaɾko aˈsensjo/‏؛ مواليد 21 يناير 1996) هو لاعب كرة قدم إسباني يلعب كلاعب وسط هجومي و‌جناح مع نادي استون فيلا في الدوري الإنجليزي (إعارة حتى يونيو) وباريس سان جيرمان في الدوري الفرنسي ومنتخب إسبانيا.
بعد انطلاقته مع ريال مايوركا، وقع مع ريال مدريد في نوفمبر 2014، حيث تم إعارته مرتين على التوالي المرة الأولى كانت إلى فريقه السابق ريال مايوركا والمرة الثانية كانت إلى إسبانيول. عند عودته، فاز بالعديد من الألقاب، من ضمنها 3 القاب في دوري أبطال أوروبا و3 القاب الدوري الإسباني.
شارك أسينسيو لأول مرة له مع إسبانيا في عام 2016. ومثّل المنتخب في كأس العالم 2018.

## مسيرته الكروية

### مايوركا
بعد اكتشافه من قبل كشافة ريال مدريد وبرشلونة، تم استدعاء أسينسيو لأول مرة كاحتياطي مع مايوركا في موسم 2013–14 في الدوري الإسباني الدرجة الثانية ب، على الرغم من أنه لا يزال صغيرًا. وفي 27 أكتوبر 2013 لعب أول مباراة رسمية له مع الفريق الأول، ولعب آخر ست دقائق في المباراة التي خسرها فريقه بنتيجة 1–3 خارج أرضه ضد نادي ريكرياتيفو في الدوري الإسباني الدرجة الثانية.
مرة أخرى كبديل، لعب أسينسيو الدقائق الست الأخيرة في المباراة التي انتهت بالتعادل 0–0 ضد لوغو. وبعد أن قدم أداء رائع في أول مبارياته، تم تصعيده إلى الفريق الأول من قبل المدرب خوسيه لويس أولترا.
سجل أسينسيو أول هدف في مسيرته في 16 مارس 2014، حيث سجل أول هدف في المباراة التي فاز بها فريقه 2–0 على نادي تينيريفي. وبدأ بداية جديدة مع قدوم المدرب الجديد فاليري كاربن، ليسجل ضد أوساسونا وديبورتيفو ألافيس وياغوستيرا في غضون شهر.

### ريال مدريد
انتقل أسينسيو من مايوركا إلى ريال مدريد في ديسمبر 2014 بمبلغ 3.5 مليون يورو، حينها كان أحد أهمّ وأبرز مواهب إسبانيا، لكن تركه الريال حتى نهاية موسم 2014–15 مع مايوركا، ثم أعاره في الموسم التالي إلى نادي إسبانيول.

#### 2016–17: العودة إلى ريال مدريد
التحق رسمياً إلى صفوف الفريق الملكي في موسم 2016–17 بعد أن عاد إلى ملعب سانتياغو برنابيو. وشارك أسينسيو في أول مباراة له مع ريال مدريد في 9 أغسطس 2016، حيث لعب الدقائق الـ120 كاملة وسجل عبر تسديدة من 25 متر في المباراة التي انتهت بفوز 3–2 ضد نظيره الإسباني نادي إشبيلية على كأس السوبر الأوروبي. واصل إبداعه إلى أن حقق في أول موسم له مع الملكي 4 بطولات منها دوري أبطال أوروبا 2016–17 والدوري الإسباني 2016–17.

#### 2017–18
وفي الموسم الثاني له مع ريال مدريد موسم 2017–18 بدأ الموسم بطريقة رائعة جدا من خلال تحقيق النادي كأس السوبر الأوروبي 2017 ليتوجه بعدها إلى إسبانيا ليواجه الغريم الأزلي لريال مدريد نادي برشلونة في كأس السوبر الإسباني 2017 ليدخل أسينسيو بديلا في المباراة الأولى في الدقيقة 68 وفي أول مباراة له في الكلاسيكو يسجل هدف رائع جدا يحسم به اللقب لفريقة بشكل كبير، وفي مباراة العودة شارك أسينسيو كأساسي ليحرز الهدف الثاني له في الكلاسيكو في المباراة الثانية له بعد انطلاقة صافرة الحكم بأربع دقائق وليحسم بها اللقب لصالح ريال مدريد بمجموع المباراتين 5–1.
في 28 سبتمبر 2017، مدد أسينسيو عقده حتى عام 2023. في 18 فبراير 2018، في مباراة التي فاز بها فريقه بنتيجة 5–3 على ريال بيتيس ساهم أسينسيو بهدفين، وسجل الهدف رقم 6000 لريال مدريد في الدوري الإسباني.
شارك أسينسيو في 11 مباراة وسجل هدف واحد خلال دوري أبطال أوروبا 2017–18، وفاز ريال مدريد باللقب الثالث على التوالي والـ13 في تاريخه بالبطولة بعد فوزه بالنهائي على ليفربول.

#### 2019–20
في 24 يوليو 2019، خلال مباراة ما قبل الموسم ضد أرسنال، تعرض إلى تمزق في الرباط الصليبي الأمامي. في 19 يونيو 2020، في مباراة الفوز 3–0 على فالنسيا، دخل كبديل عن فيديريكو فالفيردي في الدقيقة 74، وسجل الهدف الثاني من أول لمسه له في المباراة، وصنع هدف كريم بنزيما الثالث. عاد إلى المرحلة الأخيرة من الموسم، وسجل ثلاثة أهداف في تسع مباريات، حيث فاز ريال مدريد بلقب الدوري الإسباني لموسم 2019–20.

#### 2020–21
في 2 يناير 2021، سجل أسينسيو هدف وصنع آخر في مباراة الفوز 2–0 أمام سيلتا فيغو.

## مسيرته الدولية

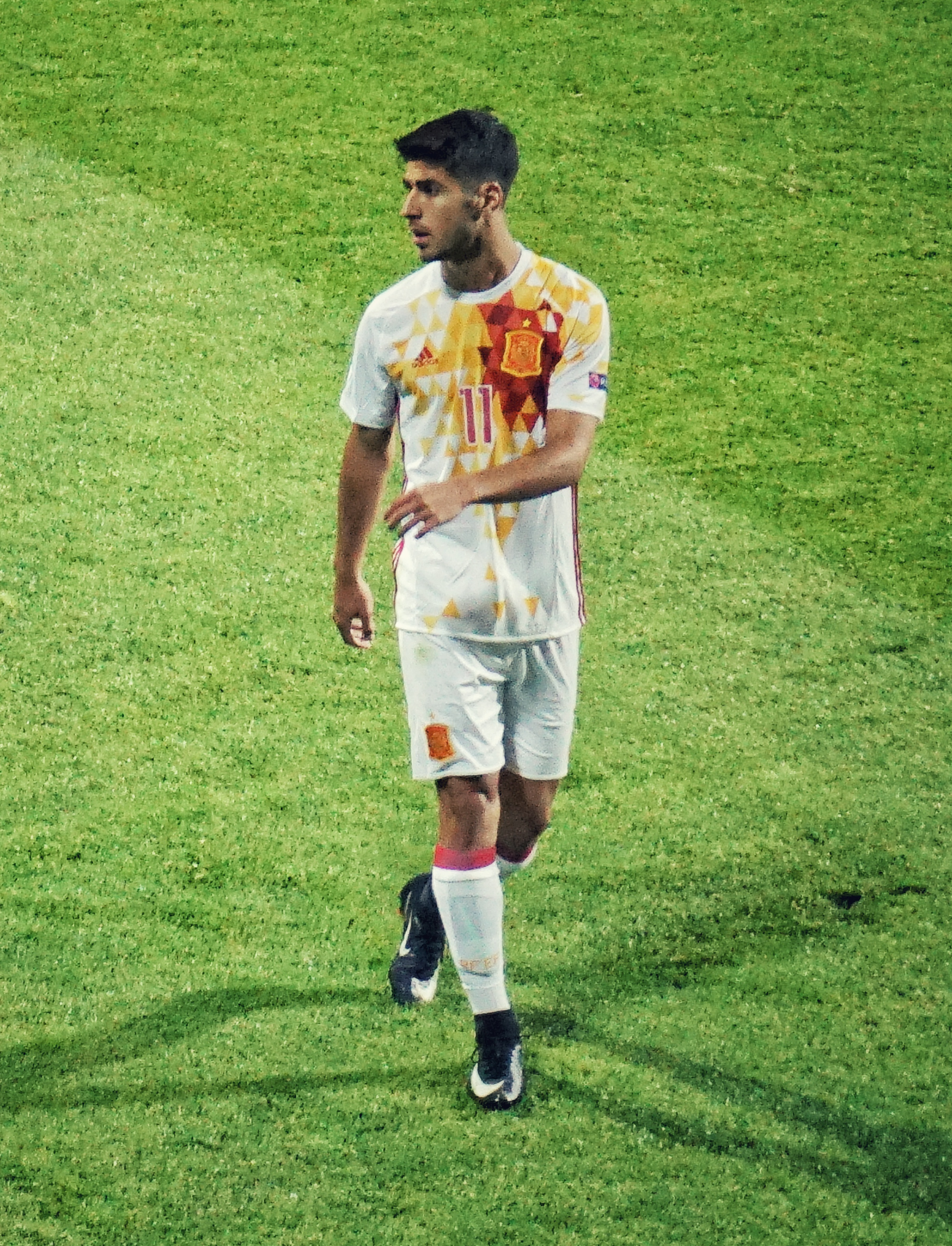
ماركو أسينسيو خلال مباراة بطولة أوروبا تحت 21 سنة لكرة القدم بين البرتغال وإسبانيا في 20 يونيو 2017

بعد أن أن تدرج ولعب في جميع الفئات السنية لمنتخب إسبانيا، لعب أسينسيو أول مباراة له مع منتخب إسبانيا تحت 21 في 26 مارس 2015، حيث جاء كبديل في وقت متأخر بعد هدف جيرارد دولوفيو في في المباراة الودية التي انتهت بفوز منتخب إسبانيا 2–0 على النرويج في كارتاخينا.
في يوليو، كان جزءا من منتخب إسبانيا تحت 19 الذي حقق بطولة أوروبا تحت 19 في اليونان، حيث سجل كلا الهدفين في مباراة نصف النهائي على فرنسا في كاتريني.
في 17 مايو 2016، تم استدعاء أسينسيو وزميله باو لوبيز إلى المنتخب الأول ودية ضد منتخب البوسنة والهرسك. وكان يحمل القميص رقم 29 في أول مباراة له، والتي انتهت بفوز إسبانيا بنتيجة 3–1 على منتخب سويسرا.
تم اختيار أسينسيو لبطولة أوروبا تحت 21 في عام 2017 من قبل المدرب ألبرت سيلاديس، أسينسيو سجل هاتريك في أول مباراة له في البطولة، مما ساعد منتخبه على الفوز بنتيجة 5–0 على مقدونيا في مرحلة المجموعات.
تم ضمه إلى الفريق المشارك في بطولة كأس العالم 2018 في روسيا من قبل المدرب جولين لوبتيغوي. وتم إقصاء منتخبه في دور الـ16 من قبل المستضيف روسيا. شارك لأول مرة في البطولة يوم 20 يونيو بعد دخوله كبديل عن زميله في ريال مدريد لوكاس فاسكيز في الدقائق العشر الأخيرة من مباراة في المجموعات ضد إيران.
سجل أسينسيو هدفه الأول مع إسبانيا في 11 سبتمبر 2018، حيث لعب في مباراة الفوز 6–0 على أرضه في دوري الأمم الأوروبية، وتسبب أيضًا بشكل مباشر في الهدف الذاتي الذي سجله لوفري كالينيتش.

## حياته الشخصية
ولد أسينسيو في بالما، إسبانيا لأم هولندية وأب أسباني. توفيت والدته ماريا ويلمسن بسبب السرطان عندما كان عمره 15 عام. عانى أسينسيو من نقص النمو في ركبتيه خلال طفولته، وشفي منه في سن المراهقة.

## الإحصائيات

### النادي
آخر تحديث 15 فبراير 2023.
| النادي         | الموسم   | الدوري                           | الدوري | الدوري  | الكأس  | الكأس   | قاري   | قاري    | أخرى   | أخرى    | المجموع | المجموع |
| النادي         | الموسم   | الدرجة                           | الظهور | الأهداف | الظهور | الأهداف | الظهور | الأهداف | الظهور | الأهداف | الظهور  | الأهداف |
| -------------- | -------- | -------------------------------- | ------ | ------- | ------ | ------- | ------ | ------- | ------ | ------- | ------- | ------- |
| ريال مايوركا ب | 2013–14  | الدوري الإسباني الدرجة الثانية ب | 14     | 3       | —      | —       | —      | —       | —      | —       | 14      | 3       |
| ريال مايوركا   | 2013–14  | الدوري الإسباني الدرجة الثانية   | 20     | 1       | 0      | 0       | —      | —       | —      | —       | 20      | 1       |
| ريال مايوركا   | 2014–15  | الدوري الإسباني الدرجة الثانية   | 36     | 6       | 0      | 0       | —      | —       | —      | —       | 36      | 6       |
| ريال مايوركا   | المجموع  | المجموع                          | 56     | 7       | 0      | 0       | —      | —       | —      | —       | 56      | 7       |
| إسبانيول       | 2015–16  | الدوري الإسباني                  | 34     | 4       | 3      | 0       | —      | —       | —      | —       | 37      | 4       |
| ريال مدريد     | 2016–17  | الدوري الإسباني                  | 23     | 3       | 6      | 3       | 8      | 3       | 1      | 1       | 38      | 10      |
| ريال مدريد     | 2017–18  | الدوري الإسباني                  | 32     | 6       | 5      | 2       | 12     | 1       | 4      | 2       | 52      | 11      |
| ريال مدريد     | 2018–19  | الدوري الإسباني                  | 30     | 1       | 5      | 3       | 7      | 0       | 2      | 0       | 44      | 6       |
| ريال مدريد     | 2019–20  | الدوري الإسباني                  | 9      | 3       | 0      | 0       | 1      | 0       | 0      | 0       | 10      | 3       |
| ريال مدريد     | 2020–21  | الدوري الإسباني                  | 35     | 5       | 1      | 0       | 11     | 2       | 1      | 0       | 48      | 7       |
| ريال مدريد     | 2021–22  | الدوري الإسباني                  | 31     | 10      | 2      | 1       | 8      | 1       | 1      | 0       | 42      | 12      |
| ريال مدريد     | 2022–23  | الدوري الإسباني                  | 16     | 3       | 3      | 0       | 6      | 2       | 3      | 0       | 28      | 5       |
| ريال مدريد     | المجموع  | المجموع                          | 176    | 31      | 22     | 9       | 53     | 11      | 12     | 3       | 263     | 54      |
| الإجمالي       | الإجمالي | الإجمالي                         | 280    | 45      | 25     | 9       | 53     | 11      | 12     | 3       | 370     | 68      |

1. 1 2 3  جميع المباريات في دوري أبطال أوروبا
2. 1 2  جميع المباريات في كأس السوبر الأوروبي.
3. ↑  مباراة في كأس السوبر الأوروبي، مباراتين وهدفين في كأس السوبر الإسباني ومباراة واحدة في كأس العالم للأندية.

### المنتخب
آخر تحديث 6 ديسمبر 2022.
| المنتخب | العام   | الظهور | الأهداف |
| ------- | ------- | ------ | ------- |
| إسبانيا | 2016    | 2      | 0       |
| إسبانيا | 2017    | 6      | 0       |
| إسبانيا | 2018    | 12     | 1       |
| إسبانيا | 2019    | 4      | 0       |
| إسبانيا | 2020    | 2      | 0       |
| إسبانيا | 2022    | 9      | 1       |
| المجموع | المجموع | 35     | 2       |

#### الأهداف الدولية
آخر تحديث 23 نوفمبر 2022.
قائمة الأهداف والنتائج مع منتخب إسبانيا الأول.
| # | التاريخ        | المكان                                    | الخصم     | الهدف | النتيجة | المسابقة                       |
| - | -------------- | ----------------------------------------- | --------- | ----- | ------- | ------------------------------ |
| 1 | 11 سبتمبر 2018 | ملعب مانويل مارتينيز فاليرو، إلش، إسبانيا | كرواتيا   | 2–0   | 6–0     | دوري الأمم الأوروبية 2018–19 أ |
| 2 | 23 نوفمبر 2022 | استاد الثمامة، الدوحة، قطر                | كوستاريكا | 2–0   | 7–0     | كأس العالم 2022                |

## الإنجازات دوري ابطال اوروبا 24-25
النادي
 ريال مدريد
- الدوري الإسباني: 2016–17،[39] 2019–20،[40] 2021–22[41]
- كأس ملك إسبانيا: 2022–23
- كأس السوبر الإسباني: 2017،[42] 2019–20،[43] 2021–22[44]
- دوري أبطال أوروبا: 2016–17،[45] 2017–18،[46] 2021–22[47]
- كأس السوبر الأوروبي: 2016،[48] 2017،[49] 2022
- كأس العالم للأندية: 2016،[50] 2017،[51] 2018،[52] 2022[53]

 إسبانيا تحت 19
- بطولة أوروبا تحت 19 سنة: 2015

 إسبانيا
- دوري الأمم الأوروبية: 2022–23

الفردية
- دوري الدرجة الثانية الإسباني لاعب الشهر: أكتوبر، 2014[54]
- بطولة أوروبا تحت 19 سنة أفضل لاعب: 2015[55]
- جوائز الدوري الاسباني: 2015–16[56]
- بطولة أوروبا تحت 21 سنة الحذاء الفضي: 2017[57]
- بطولة أوروبا تحت 21 سنة فريق البطولة: 2017[58]

## وصلات خارجية
- ماركو أسينسيو على موقع الاتحاد الدولي (مؤرشف)  (الإنجليزية)
- ماركو أسينسيو على موقع الاتحاد الأوربي (الإنجليزية)
- ماركو أسينسيو على موقع إي إس بي إن إف سي (الإنجليزية)
- ماركو أسينسيو على موقع قاعدة بيانات كرة القدم.إي يو (الإنجليزية)
- ماركو أسينسيو على موقع بيانات كرة القدم. دي إي (الألمانية)
- ماركو أسينسيو على موقع ليكيب (الفرنسية)
- ماركو أسينسيو على موقع ناشيونال فوتبول تيمز (الإنجليزية)
- ماركو أسينسيو على موقع Soccerbase.com (لاعب) (الإنجليزية)
- ماركو أسينسيو على موقع Soccerway.com (الإنجليزية)
- ماركو أسينسيو على موقع عالم كرة القدم.نت (الإنجليزية)